# Compagnie française des métaux
La Compagnie française des métaux est une société industrielle française de métallurgie qui a produit du cuivre puis de l'aluminium avant de se fondre en 1961 dans Tréfimétaux puis en 1967 dans Pechiney.

## Histoire
La société est issue de l'entreprise Laveissière, spécialisée dans les fonderies et laminoirs de cuivre, qui démarre dès 1859 avec des établissements à Grenelle et Saint-Denis. Parallèlement, les industriels belges se lancent dans la métallurgie du cuivre avec la création, en 1878 à Fromelennes-les-Givet, d'une "Société industrielle des métaux", qui devient en 1892 une société anonyme, fusionnant avec la société Laveissière pour se transformer en Société industrielle et commerciale des métaux, sous la direction de Jules Mesureur.
Entré dans la société l'année précédente en 1891, Georges Vésier devient son président en 1895. Il diversifie la société vers d'autres métaux que le cuivre, en particulier l'aluminium, pour tirer les leçons de l'échec du corner sur le cuivre de 1887 organisé par la rivale, la Société des métaux, et lance la procédure consistant à passer des provisions sur la valeur des stocks de cuivre. Il est par ailleurs administrateur de la Compagnie des produits chimiques d'Alais et de la Camargue, qui développe aussi la production d'aluminium et deviendra Pechiney.
La Société industrielle et commerciale des métaux est refondée en 1901 avec un capital de 1 million de francs, dont la moitié appartient à l'allemand Metallgesellschaft. Elle est alors rebaptisée "Compagnie française des métaux". Elle employait alors 500 personnes sur 30 000 m2 dans son usine de Saint-Denis.
La société augmente son capital à 2,5 millions de francs puis 4 millions de francs en 1913. À la Bourse de Paris, son action passe de 737 à 848 francs entre 1906 et 1913.
En plus des sites historiques de Givet (Ardennes) et Saint-Denis (Seine-Saint-Denis), la compagnie opère des usines, Castelsarrasin (Tarn-et-Garonne), Déville-lès-Rouen (Seine-Maritime), Sérifontaine (Oise), Marseille (Bouches-du-Rhône) et La Madeleine-les-Lille (Nord). Après Georges Vésier, son patron est Georges Desbrières à partir de 1938. Sous l'Occupation, la Compagnie française des métaux atteint une capitalisation boursière de 1,3 milliard de francs à la Bourse de Paris, car elle est "prisée des Allemands" : ses usines d'aluminium n'ayant pas été détruites par la guerre, elles peuvent produire des équipements militaires.
À la Libération, elle étudie sans se presser des projets d'exploitation du gisement de fer de Conakry, en Guinée, et devient l'un des actionnaires de la CMC (Compagnie des métaux de Conakry), à hauteur de 5 % contre 25 % au futur BRGM, après avoir pris une option en automne 1946, pour une exploitation qui n'a commencé qu'en 1953.
En 1961, la fusion avec la société des Tréfileries et laminoirs du Havre donne naissance à Tréfimétaux, qui en 1967 passe sous le contrôle de Péchiney qui revend la société au groupe italien SMI SpA en 1987.